# Hamar
Hamarⓘ ist eine Kommune im norwegischen Fylke Innlandet. Die Kommune hat 33.441 Einwohner (Stand: 1. Januar 2025) und liegt am Ostufer des Mjøsa-Sees, etwa 130 Kilometer nördlich von Oslo. Verwaltungssitz der Kommune ist die gleichnamige Stadt Hamar. Die Stadt ist zudem das Verwaltungszentrum von Innlandet. Das Stadtgebiet stimmt nicht mit der Kommune Hamar überein, sondern liegt über die Kommunen Hamar, Ringsaker und Stange verteilt und hat 30.030 Einwohner (Stand: 1. Januar 2024).

## Geografie

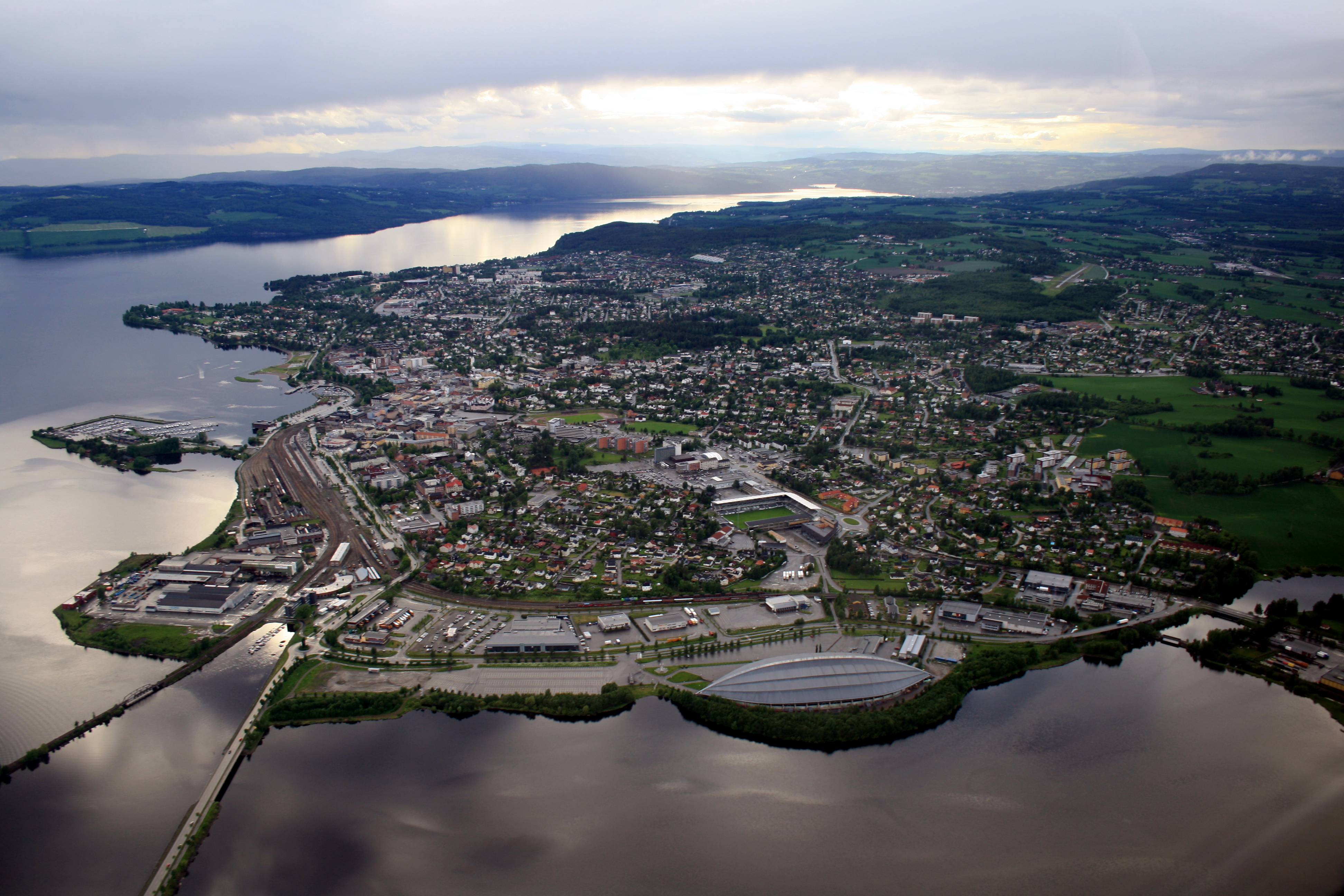
Luftbild der Stadt Hamar mit der Bucht Åkersvika im Vordergrund

Die Kommune Hamar liegt am Ostufer des Sees Mjøsa, dem größten See Norwegens. Die Gemeinde liegt dabei am Ufer des nordöstlichen Mjøsa-Arms Furnesfjorden. Direkt am See liegt an der Bucht Åkersvika die Stadt Hamar. Richtung Norden erstreckt sich das Stadtgebiet auch in die Kommune Ringsaker und in südlicher Richtung nach Stange. Die Stadt Hamar macht nur den Südwesten der Kommune Hamar aus. Die Kommune umfasst neben dem Stadtgebiet am Mjøsa-Ufer auch ein weniger dicht besiedeltes Gebiet weiter nordöstlich. Dieses geht in das Wald- und Gebirgsareal Hedmarksvidda ein und steigt Richtung Norden an. Die Kommune Hamar grenzt an Åmot im Nordosten, Løten im Osten, Stange im Süden und Ringsaker im Westen. An der Grenze zu Stange mündet der Fluss Svartelva in die Mjøsa-Bucht Åkersvika. Die Gesamtfläche der Kommune beträgt 350,93 km², wobei Binnengewässer zusammen 13,31 km² ausmachen. Das Gemeindeareal im Norden der Kommune ist von Mooren durchzogen.
Die Erhebung Kroksjøhøgda stellt mit einer Höhe von 931,5 moh. den höchsten Punkt der Kommune Hamar dar. Der Berg liegt im Norden von Hamar an der Grenze zwischen Hamar, Ringsaker und Åmot. In Hamar liegen mehrere Naturreservate. Der nördlichste Teil der Kommune geht in das Hemmeldalen naturreservat ein. Dort steht die dortige Moor-, Wald- und Gebirgslandschaft unter Schutz. Etwas weiter südlich liegt das Brumundsjøen-Harasjømyra naturreservat, in dem ebenfalls ein Moorgebiet geschützt ist. Unter Schutz steht unter anderem auch das die Bucht Åkersvika umgebende Gebiet.

## Einwohner
Der Großteil der Einwohner der Kommune lebt in der Stadt Hamar. In der Gemeinde liegen mehrere sogenannte Tettsteder, also mehrere Ansiedlungen, die für statistische Zwecke als eine städtische Siedlung gewertet werden. Von der Stadt Hamar leben 27.260 der insgesamt 30.030 Bewohner in der Kommune Hamar. Vollständig in der Gemeinde liegen die Tettsteder Ingeberg mit 927, Blæstadgrenda mit 447 und Slemsrud mit 580 Einwohnern. Von der Ortschaft Ilseng leben von insgesamt 977 Einwohnern nur 36 in Hamar (Stand: 1. Januar 2024).
Die Einwohner Hamars werden Hamarensar, Hamarenser oder Hamarsing genannt. Hamar hat wie viele andere Kommunen der Provinz Innlandet weder Nynorsk noch Bokmål als offizielle Sprachform, sondern ist in dieser Frage neutral.
| Jahr          | 1986   | 1990   | 1995   | 2000   | 2005   | 2010   | 2015   | 2020   | 2025   |
| ------------- | ------ | ------ | ------ | ------ | ------ | ------ | ------ | ------ | ------ |
| Einwohnerzahl | 24.484 | 25.132 | 26.284 | 26.545 | 27.439 | 28.344 | 29.847 | 31.369 | 33.441 |

## Geschichte
Vorläufer des heutigen Hamars war ein Machtzentrum bei Åker, am Knotenpunkt der wichtigen Nord-Süd-Verbindung von den Inlandsiedlungen zur Küste, das durch zahlreiche archäologische Fundstellen für die Zeit seit dem 5. Jahrhundert n. Chr. belegt ist.  Dazu gehören zahlreiche Gräberfelder und einzelne große Grabhügel. Deren größter ist noch sechs Meter hoch und misst 60 Meter im Durchmesser. Die Nord-Süd-Verbindung führte über den Mjøsa entlang den Flüssen Vorma und Glomma. Vom Mjøsa verlief außerdem der Verkehr in Richtung Schweden. Die Namen der umliegenden Höfe verweisen darauf, dass das Gebiet ein religiöser Mittelpunkt war. Hier wurde geopfert und hier traf man sich zum Thing.

### Erste Gründung und Verfall

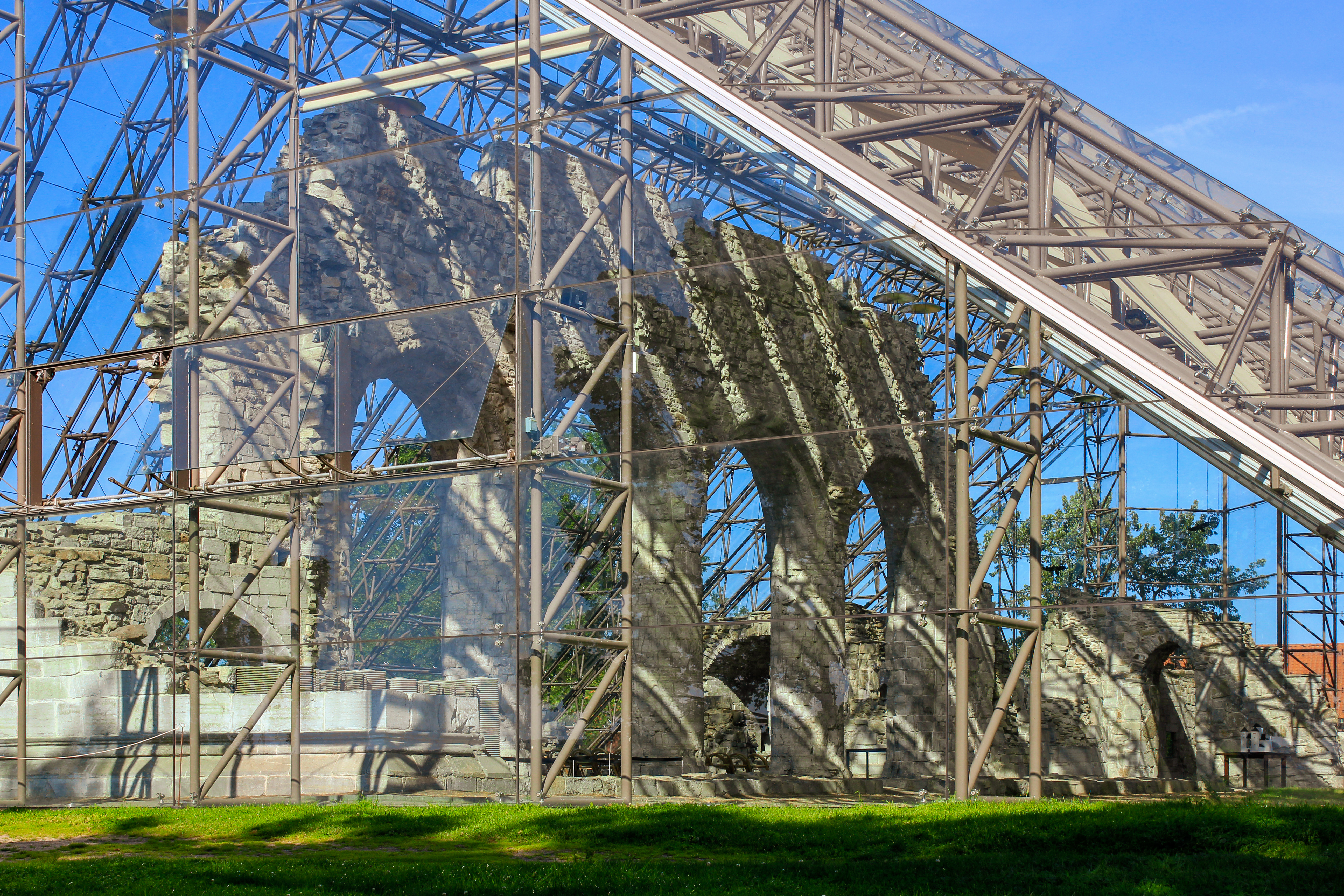
Reste der alten Domkirche im Schutzgebäude

Der älteste schriftliche Beleg für Hamar findet sich auf Münzen des Königs Harald III. aus der Mitte des 11. Jahrhunderts. Hier wurde 1152 am Ufer des Mjøsa das Bistum Hamar gegründet und in der Folge ein Dom gebaut, ein Kloster und eine Schule eingerichtet. Bis zur Reformation war Hamar eine florierende Stadt. Danach wurde das Bistum Hamar mit dem Bistum Oslo zusammengelegt. Dadurch verlor Hamar an Bedeutung. Während des Dreikronenkriegs (1563–1570) wurde Hamar 1567 durch Soldaten des schwedischen Königs niedergebrannt. Vom Dom brannte das Dach ab und das Gebäude begann zu verfallen. Für Hamar folgte eine längere Verfallsperiode, die Einwohnerzahl ging stark zurück, der Ort verlor sein Marktrecht und ging schließlich ganz ein. Teile des Bischofshofs dienten in den folgenden Jahrhunderten einem großen landwirtschaftlichen Betrieb, einem Gutshof.

### Wiederaufbau im 19. Jahrhundert
Im Jahre 1849 wurde die Stadt durch königliche Resolution als administratives und ökonomisches Zentrum neu gegründet. Geplant wurde, durch den Wiederaufbau ein Zentrum für die Landwirte der Gegend zu schaffen. Hamar entstand durch Abspaltung von der Gemeinde Vang. Das neue Hamar hatte 1025 Einwohner, in Vang verblieben 7820 Personen. Zu Beginn bestand die heutige Stadt aus nur fünf Häusern. In den 1850er Jahren wurde die Brautätigkeit mit der Brauerei Hamar bryggeri aufgenommen. 1862 wurde die Eisenbahnstrecke von Hamar nach Grundset eröffnet. Die Hamar–Grundsetbane war Teil des Plans, die Wirtschaft in Hamar zu stimulieren. Heute bildet die Strecke einen Abschnitt der Rørosbane. Mit der Neugründung der Stadt wurde auch das Bistum Hamar wieder aus dem Bistum Oslo ausgegründet (endgültig vollzogen 1864) und mit dem Bau eines neuen Domes begonnen. Zu Beginn des Jahres 1878 wurde ein von 138 Personen bewohntes Gebiet von Vang an Hamar abgetreten. Gegen Ende des 19. Jahrhunderts wuchs Hamar kräftig, nicht zuletzt auf Grund seiner starken Nahrungsmittelindustrie.

### Wachstum im 20. Jahrhundert
Im Jahr 1946 wurde ein Teil der Kommune Vang mit 4087 Einwohnern und im Jahr darauf ein Teil der Kommune Furnes mit 821 Einwohnern nach Hamar eingemeindet. Zuvor war die Stadt über die Gemeindegrenzen hinausgewachsen und politisch war versucht worden, die dichter besiedelten Gebiete außerhalb der Kommune Hamar einzugemeinden. Dies geschah durch die Eingliederung der beiden Gebiete jedoch nur teilweise. Am 1. Januar 1965 gingen 100 Bewohner von Ringsaker an Hamar über. Zum 1. Januar 1992 fusionierte das 16.351 Einwohner zählende Hamar schließlich mit Vang und Teilen der Kommune Ringsaker. Vang hatte zum Zeitpunkt der Zusammenlegung 9103 Einwohner, von Ringsaker wurde ein Gebiet mit 224 Einwohnern eingegliedert.
Durch die Gründung der Hochschule Hedmark im Jahr 1994 wurde Hamar eine Universitätsstadt. Bis zum 31. Dezember 2019 gehörte Hamar der damaligen Provinz Hedmark an. Sie ging im Zuge der Regionalreform in Norwegen in die zum 1. Januar 2020 neu geschaffene Provinz Innlandet über. Nachdem Hamar bereits Verwaltungszentrum von Hedmark gewesen war, wurde es auch im neu gegründeten Fylke erneut das Verwaltungszentrum.

## Wirtschaft und Infrastruktur

### Verkehr

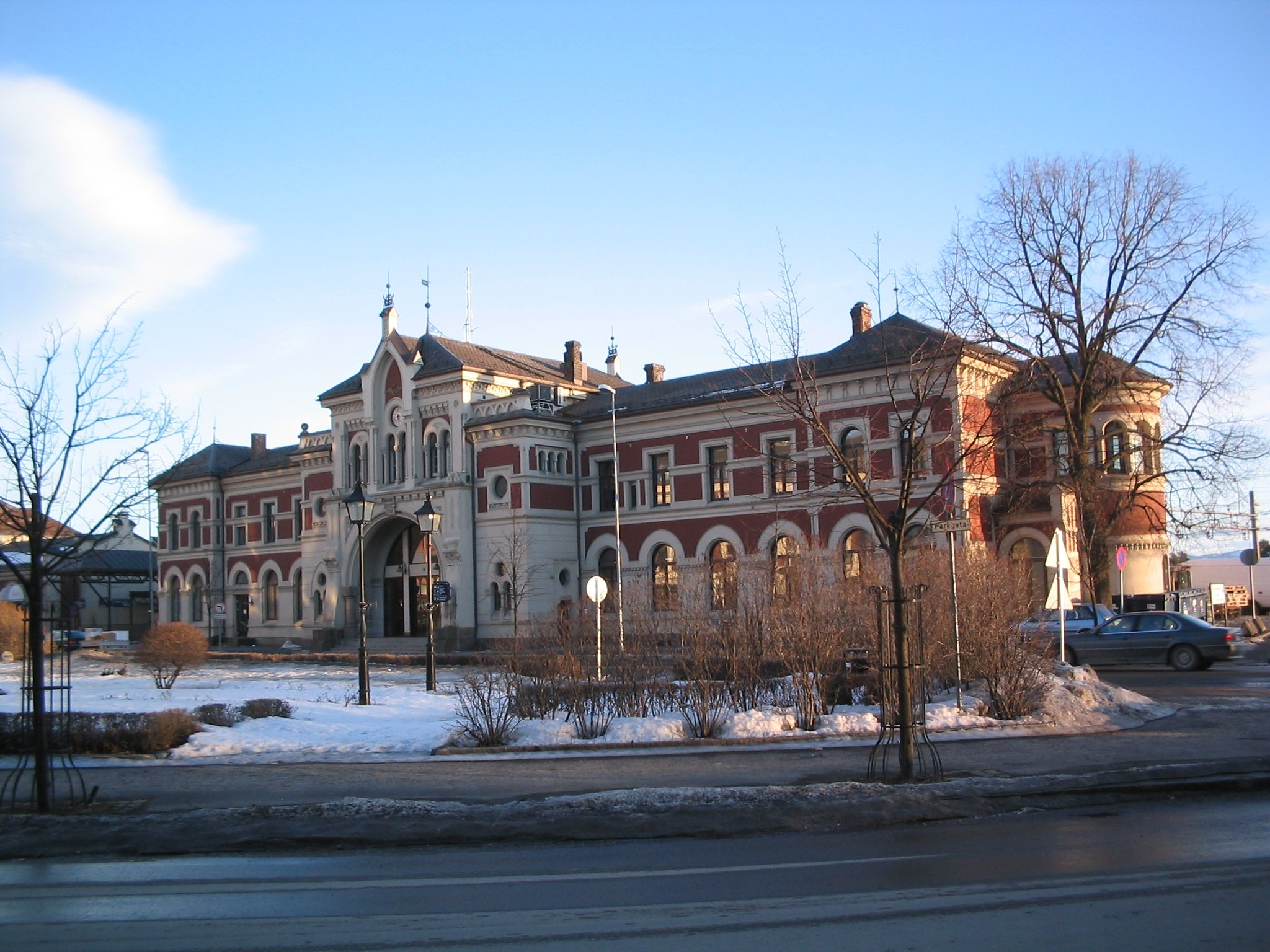
Bahnhof Hamar

Östlich des Stadtgebiets verläuft die Europastraße 6 (E 6), die wichtigste Süd-Nord-Verbindung in Norwegen. Sie führt von Trelleborg in Schweden über Oslo bis zur norwegisch-russischen Grenze in Kirkenes und ist in Teilstücken als Autobahn ausgebaut. Die gesamte südliche Strecke von Trelleborg bis Hamar ist als vierspurige Autobahn ausgebaut. In Hamar stellt die E6 Richtung Norden unter anderem die Verbindung zu den beiden in der Kommune Ringsaker gelegenen Städten Brumunddal und Moelv und weiter nördlich zu Lillehammer her. Richtung Süden führt die Straße in den Großraum Oslo. Der Riksvei 25 führt vom Süden der Stadt Hamar in den Osten der Kommune und mündet in der Nachbargemeinde Løten in den Riksvei 3.
Im Bahnhof Hamar treffen die beiden Bahnstrecken Dovrebanen und Rørosbanen aufeinander. Die seit 1970 vollständig elektrifizierte Dovrebane verläuft aus Oslo in den Norden Richtung Hamar und von dort weiter in den Nordwesten nach Trondheim. Die Rørosbane führt von Hamar in den Osten nach Elverum und von dort ebenfalls Richtung Trondheim. Der Bahnhof von Hamar wurde 1862 eröffnet. Die Entfernung zum Osloer Hauptbahnhof Oslo Sentralstasjon (Oslo S) beträgt etwa 127 Schienenkilometer. Der Bahnhof von Ilseng liegt direkt an der Grenze zu Stange und wurde ebenfalls 1862 eröffnet. Der Bahnhof liegt an der Rørosbane.

### Wirtschaft
Die Landwirtschaft ist vor allem im Gebiet der ehemaligen Kommune Vang von größerer Bedeutung. Im Süden von Hamar befinden sich einige größere Bauernhöfe. Die Stadt Hamar fungiert als Handels- und Dienstleistungszentrum für die Region und ist zudem ein Verkehrsknotenpunkt. Im Bereich der Industrie war zunächst vor allem die Lebensmittelindustrie stark vertreten. So zählten in Hamar eine Brauerei und eine Molkerei zu den ersten Industriebetrieben. Die Bedeutung der Industrie als Arbeitgeber ging ab den 1980er-Jahren zurück. Der Dienstleistungssektor wurde im Gegenzug dazu bedeutender. In Hamar befinden sich die Redaktionen der beiden Lokalzeitungen Hamar Arbeiderblad und Hamar Dagblad. Auch liegen dort Bürogebäude der Fylkeskommune Innlandet und anderer staatlicher Institutionen. Im Jahr 1975 zog die staatliche Lottogesellschaft Norsk Tipping von Oslo nach Hamar. In Hamar befinden sich des Weiteren bedeutende Bildungsinstitutionen. Die Høgskolen i Innlandet (HINN), die einen Campus in Hamar hat, entstand im Jahr 2017 durch die Zusammenlegung der Hochschule Hedmark (Høgskolen i Hedmark) mit der Hochschule Lillehammer (Høgskolen i Lillehammer).
Im Jahr 2020 arbeiteten von rund 15.000 Arbeitstätigen nur etwa 9100 in Hamar selbst, jeweils über 1000 waren in den beiden Nachbarkommunen Ringsaker und Stange tätig. In die Kommune Oslo pendelten etwa 850 Personen. Zugleich pendelten jeweils über 1000 Personen aus den Nachbarkommunen Stange, Ringsaker und Løten nach Hamar.

## Name und Wappen
Das seit 1993 offizielle Wappen der Kommune zeigt ein schwarzes Birkhuhn mit gespannten Flügeln, das auf einem Kieferbaum sitzt. Der Hintergrund ist in silberner Farbe gehalten. Das Wappen knüpft an das mittelalterliche Wappen der Stadt an. Der Name „Hamar“ leitet sich vom altnordischen Hamarr ab. Der Name wurde ursprünglich für den heute Storhamar (deutsch Groß-Hamar) genannten Hof verwendet und ging dann auf den Bischofssitz und die Stadt über. Der Namenswechsel von Hamar auf Storhamar geschah zur besseren Unterscheidung zu Lillehammer (deutsch Klein-Hamar). Der zugrundeliegende Begriff hamar wird für Berge mit mindestens einer steilen Seite verwendet.

## Sehenswürdigkeiten

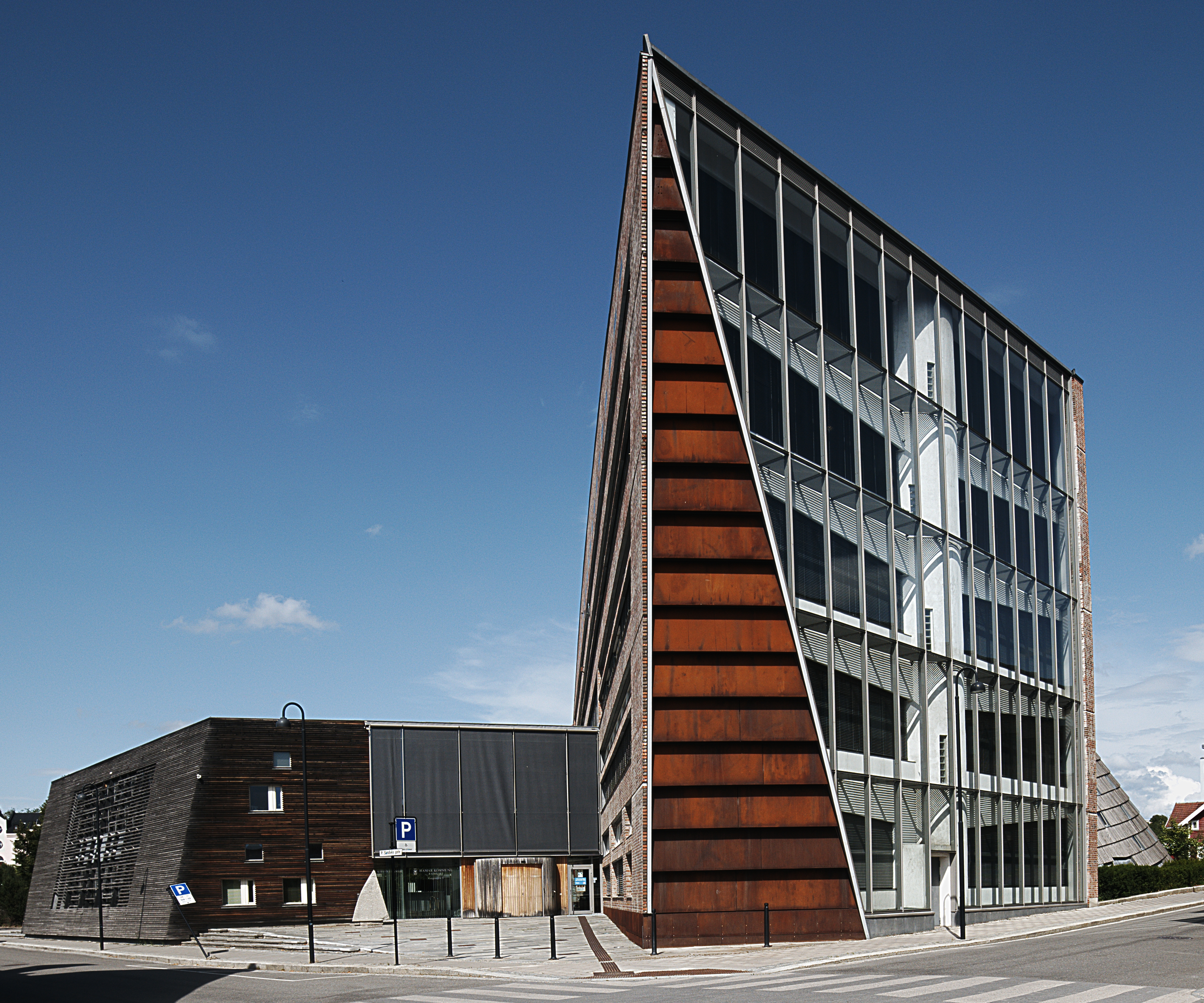
Das Rathaus

Neben der für die Olympischen Winterspiele 1994 errichteten Olympischen Halle – wegen ihrer Form besser bekannt als das Wikingerschiff (Vikingskipet) – gibt es eine Reihe weiterer Sehenswürdigkeiten und Museen:
- Das Hedmark Museum mit den Ruine des mittelalterlichen Doms, den Resten der Bischofsresidenz Hamar und einem Freigelände mit translozierten Bauwerken aus dem ländlichen Bereich der Hedmark.
- Neue Domkirche
- Norsk Jernbanemuseum (Norwegisches Eisenbahnmuseum)
- das Auswanderungsmuseum (Norsk Utvandringsmuseum) über die Geschichte der Auswanderung nach Nordamerika
- DS Skibladner, der älteste noch betriebene Raddampfer der Welt, auch der „weiße Schwan von Mjøsa“ genannt.
- Kirsten-Flagstad-Museum[30]
- Das moderne Rathaus wurde vom international renommierten Architekturbüro Snøhetta entworfen.
- Hamar Bispegard Museum (1967–1979), von dem Architekten Sverre Fehn, Träger des Pritzker-Preises 1997
- Løiten Brænderi (alte Aquavitbrennerei)
- Norsk Motorhistorik Museum (norwegisches Museum der Motorgeschichte)
- Klevfoss Industrimuseum (Klevfoss-Industriemuseum)

## Kirchen

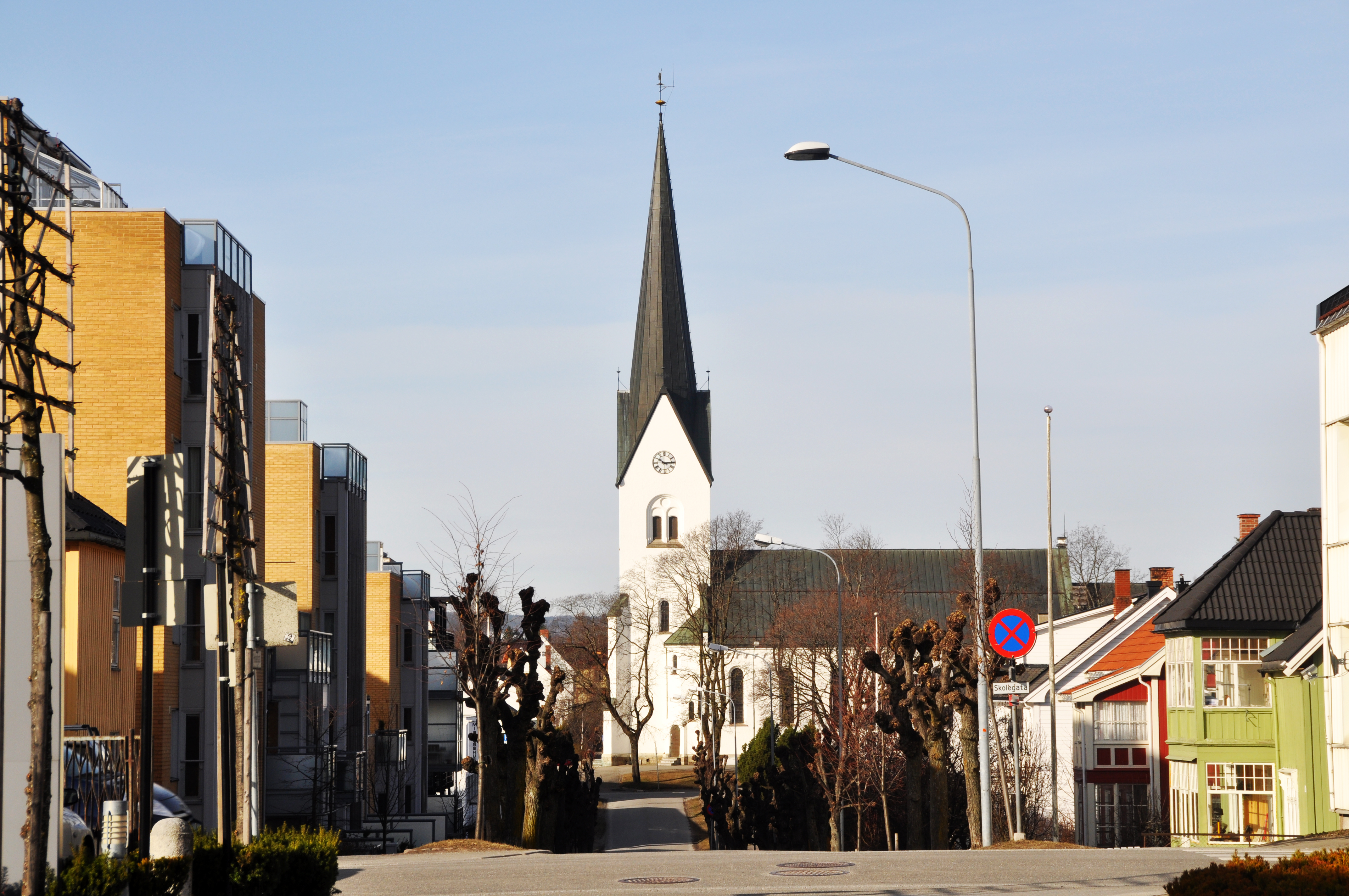
Dom zu Hamar

In der Kommune liegen mehrere Kirchgebäude. Der Dom zu Hamar (norwegisch Hamar Domkirke) ist die Bischofskirche des evangelisch-lutherischen Bistums Hamar. Der Dom wurde 1866 fertiggestellt. Als Architekt war Heinrich Ernst Schirmer im Einsatz. Die Vang kirke wurde im 13. Jahrhundert erbaut und wird auch als Hedmarkskatedralen (deutsch die Hedmarkskathedrale) bezeichnet. Die Kirche hat einen achteckigen Grundriss, der bei einem Umbau im Jahr 1810 entstand. Der alte Kirchturm blieb erhalten. Auf dem Friedhof der Kirche von Vang liegt unter anderem die Schriftstellerin Hanna Winsnes begraben. In der Kirche im Jahr 1961 fand mit der Ordination von Ingrid Bjerkås auch die erste Ordination einer Frau in Norwegen statt. Die Øvre Vang kirke ist eine Holzkirche aus dem Jahr 1907, die Storhamar kirke eine Kirche in der Stadt Hamar aus dem Jahr 1975.
Über die Zeit verfielen die Reste des alten Doms von Hamar immer stärker. Im Jahr 1985 kam die Denkmalbehörde Riksantikvaren zu dem Schluss, dass der Verfall der alten Domruine durch ein Schutzgebäude aufgehalten werden sollte. Im für das Schutzgebäude ausgerufenen Architektenwettbewerbs gewann ein Entwurf des Architekten Kjell Lund. Das Schutzgebäude wurde schließlich 1998 fertiggestellt. Die Ruine ist Teil des Museums Domkirkeodden, welches zum Anno Museum gehört.

## Sport

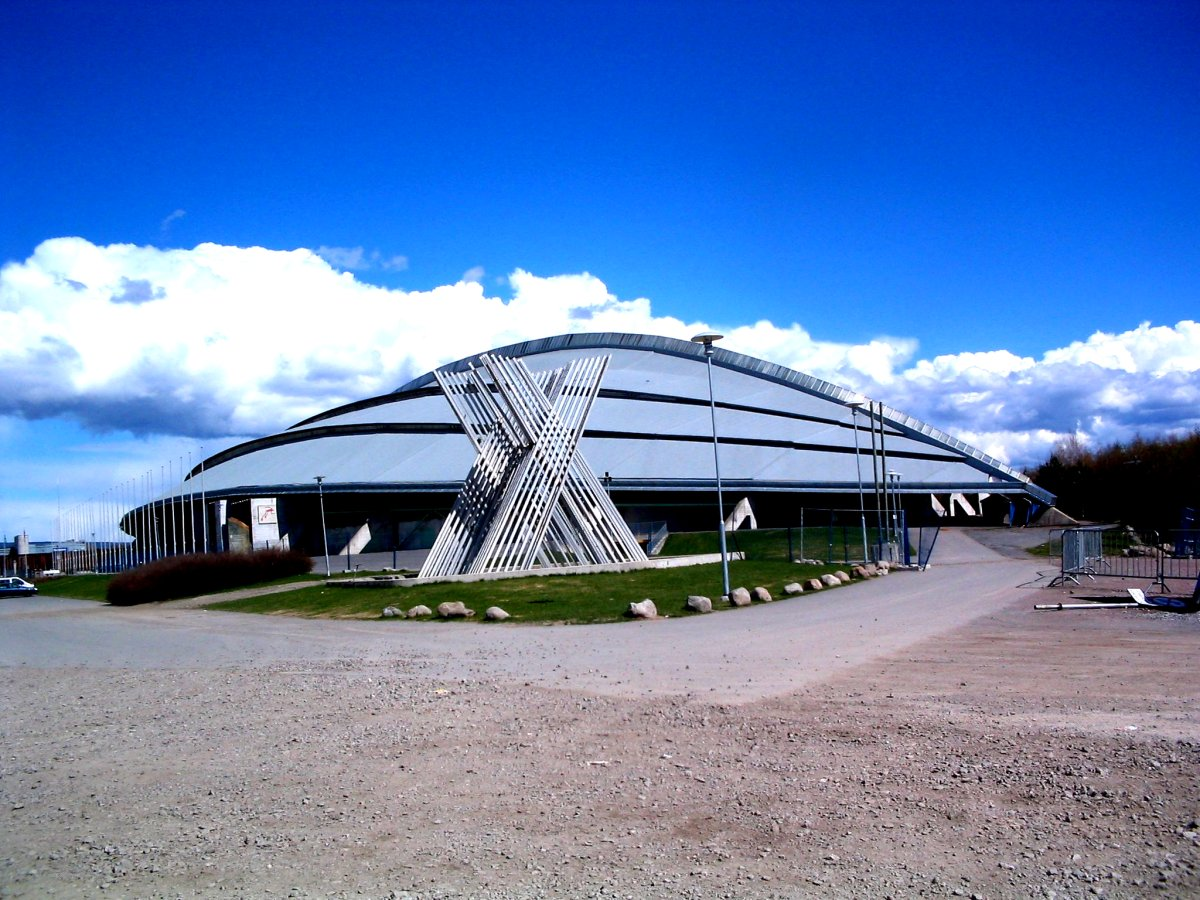
Vikingskipet (Das „Wikingerschiff“)

Das Eishockeyteam Storhamar Hockey spielt in der Eliteserien (1. norwegischen Liga). Der Fußballverein Ham-Kam von Hamar belegte als bestes Ergebnis in der norwegischen Tippeligaen 1970 den dritten Platz und kam mehrfach ins Halbfinale des norwegischen Pokalwettbewerbs. Das Handball-Team Storhamar Håndball spielt in der Eliteserien.
Während der Olympischen Winterspiele 1994 im nahe liegenden Lillehammer war Hamar unter anderem Austragungsort für Eiskunstlauf und Eisschnelllauf. In der für die Austragung erbauten Sportstätte Vikingskipet (deutsch Wikingerschiff) finden zahlreiche Sportarrangements, wie die Eisschnelllauf-Weltmeisterschaften im Mehrkampf 2013, und andere Veranstaltungen statt. Das wohl prominenteste Beispiel ist die Demo-Party The Gathering, eine der größten Partys der Demoszene.

## Städtepartnerschaften
| Greifswald (Deutschland) Lund (Schweden) Fargo (USA) Porvoo (Finnland) | Viborg (Dänemark) Karmi'el (Israel) Dalvík (Island) Chan Yunis (Palästinensische Autonomiegebiete) |

## Söhne und Töchter der Stadt
Berühmte in Hamar geborene Persönlichkeiten sind unter anderem die Sängerin Kirsten Flagstad, der Schauspieler Anders Baasmo Christiansen und der Politiker Trygve Slagsvold Vedum.